# 胡軫
胡軫（2世紀—190年代），字文才，凉州人，東漢末年董卓手下的将领，领东郡太守，董卓死后短暂效力于王允，不过很快又投降董卓旧部李傕。

## 生平
初平二年（191年），孫堅重整前一年被徐榮擊敗的軍隊，进屯梁县阳人。董卓以東郡太守胡軫為大都护，領騎督呂布及眾多步騎校督，率五千步騎進攻。胡軫性急，揚言此次出兵要斬一個“青绶高官”整肅纪律，吕布等人非常厭惡他，于是軍中自亂。孫堅乘勢進攻，大破董卓軍，斬殺都督華雄。
初平三年（192年），在董卓與牛輔被殺之後，李傕等人乞求王允赦免，被拒絕。李傕等人聽從賈詡之見率軍攻長安。王允派徐榮與胡軫應戰被擊敗，徐榮戰死，胡軫投降李傕。李傕攻入長安後殺王允，迫使呂布逃走。胡轸为司隶校尉。
胡轸与游殷不合，构陷杀之。一个多月后，胡轸病，自称游殷来索命，随即死去。

### 胡種和胡軫
《后汉书·王允列传》则将胡轸记载为胡种，称：胡种与王允兄右扶风郡守王宏有过节，李傕杀害王允后又抓捕王宏，胡种于是催促杀死王宏。王宏临死时诅咒：“胡种把别人的祸患看成欢乐，灾祸要找上他。”胡种后来睡觉时总是梦见王宏用大棍子打他，于是得病，几天后死去。

## 小说形象
《三国演义》中胡轸與華雄同守汜水關，後帶領五千人交戰孫堅軍，被孫堅手下程普所殺。